# 2011-es Tour de Suisse
A 2011-es Tour de Suisse a 75. volt 1933 óta. 2011. június 11-én kezdődött az svájci Lugano-ban és június 19-én ért véget Schaffhausen-ban. A verseny része a 2011-es UCI World Tour-nak. 9 szakaszból állt. Az összetett versenyt Levi Leipheimer nyerte meg.

## Részt vevő csapatok
A 18 World Tour csapaton kívül 2 csapat kapott szabadkártyát, így alakult ki a 20 csapatos mezőny.
ProTour csapatok:
 AG2R La Mondiale ·   Astana ·   Movistar ·   Euskaltel–Euskadi ·   Garmin–Cervelo ·   Lampre-ISD ·   Liquigas–Cannondale ·   Omega Pharma–Lotto ·   Quick Step ·   Rabobank ·   HTC-Highroad ·   Katyusa ·   Team Saxo Bank ·   Sky Procycling ·   Team Leopard-Trek ·   Vacansoleil ·   BMC Racing Team ·   Team RadioShack
Profi kontinentális csapatok:
 Team Type 1-Sanofi Aventis ·   Team NetApp

## Szakaszok
A 2011-es verseny 9 szakaszból állt.
| Szakasz | Dátum      | Útvonal                                       | Hossz    | Győztes           |
| ------- | ---------- | --------------------------------------------- | -------- | ----------------- |
| Prológ  | június 11. | Lugano - Lugano (Egyéni időfutam)             | 7,3 km   | Fabian Cancellara |
| 1.      | június 12. | Ariolo - Crans-Montana                        | 149 km   | Mauricio Soler    |
| 2.      | június 13. | Brig - Grindelwald                            | 107,6 km | Peter Sagan       |
| 3.      | június 14. | Grindelwald - Huttwil                         | 198,4 km | Thor Hushovd      |
| 4.      | június 15. | Huttwil - Tagerschen                          | 204,2 km | Borut Bozic       |
| 5.      | június 16. | Tagerschen - Malbun                           | 157,7 km | Steven Kruijswijk |
| 6.      | június 17. | Vaduz - Serfaus                               | 222,8 km | Thomas De Gendt   |
| 7.      | június 18. | Tübach - Schaffhausen                         | 167,3 km | Peter Sagan       |
| 8.      | június 19. | Schaffhausen - Schaffhausen (Egyéni időfutam) | 32,1 km  | Fabian Cancellara |

## Összetett táblázat
|    | Versenyző               | Csapat            | Idő                  |
| -- | ----------------------- | ----------------- | -------------------- |
| 1  | Levi Leipheimer (USA)   | Team RadioShack   | 31:45:02             |
| 2  | Damiano Cunego (ITA)    | Lampre-ISD        | 31:45:06 (+00:00:04) |
| 3  | Steven Kruijswijk (NED) | Rabobank          | 31:46:04 (+00:01:02) |
| 4  | Jakob Fuglsgang (DEN)   | Team Leopard-Trek | 31:46:12 (+00:01:10) |
| 5  | Bauke Mollema (NED)     | Rabobank          | 31:47:07 (+00:02:05) |
| 6  | Mathias Frank (SUI)     | BMC Racing Team   | 31:47:26 (+00:02:24) |
| 7  | Frank Schleck (LUX)     | Team Leopard-Trek | 31:47:37 (+00:02:35) |
| 8  | Laurens Ten Dam (NED)   | Rabobank          | 31:48:13 (+00:03:11) |
| 9  | Tom Danielson (USA)     | Garmin-Cervelo    | 31:48:19 (+00:03:17) |
| 10 | Maxime Monfort (BEL)    | Team Leopard-Trek | 31:49:14 (+00:04:12) |

## Összegzés
| Szakasz (nyertese)             | Összetett verseny | Hegyi pontverseny | Pontverseny        | Fiatal versenyzők versenye | Csapatverseny     |
| ------------------------------ | ----------------- | ----------------- | ------------------ | -------------------------- | ----------------- |
| Prológ (Fabian Cancellara)     | Fabian Cancellara |                   | Fabian Cancellara  |                            | Team Leopard-Trek |
| 1. szakasz (Mauricio Soler)    | Mauricio Soler    | Matti Breschel    | Tejay van Garderen | Lloyd Mondory              | Rabobank          |
| 2. szakasz (Peter Sagan)       | Damiano Cunego    | Laurens Ten Dam   | Peter Sagan        | Lloyd Mondory              | Rabobank          |
| 3. szakasz (Thor Hushovd)      | Damiano Cunego    | Laurens Ten Dam   | Peter Sagan        | Lloyd Mondory              | Rabobank          |
| 4. szakasz (Borut Bozic)       | Damiano Cunego    | Laurens Ten Dam   | Peter Sagan        | Lloyd Mondory              | Rabobank          |
| 5. szakasz (Steven Kruijswijk) | Damiano Cunego    | Laurens Ten Dam   | Peter Sagan        | Lloyd Mondory              | Rabobank          |
| 6. szakasz (Thomas De Gendt)   | Damiano Cunego    | Andy Schleck      | Peter Sagan        | Lloyd Mondory              | Team Leopard-Trek |
| 7. szakasz (Peter Sagan)       | Damiano Cunego    | Andy Schleck      | Peter Sagan        | Lloyd Mondory              | Team Leopard-Trek |
| 8. szakasz (Fabian Cancellara) | Levi Leipheimer   | Andy Schleck      | Peter Sagan        | Lloyd Mondory              | Team Leopard-Trek |
| Végeredmény                    | Levi Leipheimer   | Andy Schleck      | Peter Sagan        | Lloyd Mondory              | Team Leopard-Trek |

## Külső hivatkozások
- Hivatalos honlap